# Jean-Pierre Fragnière
Jean-Pierre Fragnière   (Veysonnaz, 18 de setembre de 1944 - 22 d'agost de 2021) va ser un científic, acadèmic i politòleg suís. Va ensenyar en l'Haute école spécialisée de Lausanne i en la Universitat de Ginebra en la Facultat de Ciències Econòmiques i Socials. Va fundar l'Institut universitaire âges et générations i en va ser director científic de 1998 a 2009 a Sion.

## Biografia
Fragnière va obtenir una llicenciatura en teologia per la Universitat de Friburg, una llicenciatura en sociologia per la Universitat de Ginebra i un doctorat en ciències socials i educació per la Universitat de Lausana. Ordenat sacerdot el 1969, va abandonar l'Església dos anys més tard. Es va convertir en professor a l'École d'études sociales et pédagogiques de Lausanne el 1971. Després va ensenyar a la Universitat de Ginebra i més tard a la Universitat de Neuchâtel del 2005 al 2010. El 1998 va cofundar l'Institut Universitaire Âges et Générations, en el qual va exercir de director científic fins al 2009. També va ser secretari de la Société suisse de sociologie, vicepresident de l'Association Suisse de Politique Social, i va ser fundador i director d'Éditions Réalités Sociales.
Jean-Pierre Fragnière va morir el 22 d'agost de 2021 a l'edat de 76 anys.

## Llibres
- Les ambiguïtés de la démocratie locale (1976)
- Le pouvoir dans la ville, préface de J.-W. Lapierre (1978)
- Les ergothérapeutes, problèmes des professions paramédicales (1979)
- Santé et politique sociale (1980)
- Droit et politique sociale (1980)
- Un autre travail social (1981)
- Assister, éduquer et soigner (1982)
- Maîtriser la division du travail dans les professions sociales et les professions de la santé (1984)
- Comment faire un mémoire ? (1985)
- Les défis de la santé III, Pratiques et innovations (1985)
- Comment réussir un mémoire (1986)
- Dix ans de politique sociale en Suisse (1986)
- Wie schreibt man eine Diplomarbeit ? (1988)
- L'action sociale demain (1988)
- Sécurité sociale en Suisse, Une introduction (1988)
- La boîte à outils, un guide per le temps des études (1989)
- Manuel de l'action sociale en Suisse (1989)
- Le temps des bénévoles (1989)
- L'étude de la politique sociale (1990)
- Pratiques des solidarités (1991)
- Échec scolaire et illettrisme (1992)
- Wegleitung durch die Institutionen der sozialen Sicherheit in der Schweiz (1993)
- Familles et sécurité sociale (1994)
- Repenser la sécurité sociale (1995)
- Asi se escribe una monografia (1996)
- La sécurité sociale en Europe et en Suisse (1996)
- Retraités en action. L'engagement social des groupements de retraités (1996)
- Maintien à domicile, le temps de l'affirmation (1997)
- Bewegt ins Alter (1997)
- Politiques sociales en Suisse, Enjeux et débats (1998)
- Dictionnaire suisse de politique sociale (1998)
- Politiques familiales, l'impasse ? (1999)
- La vérité est multiple. Essais de sociologie (2000)
- Per les retraités. Joies et responsabilités (2001)
- Politiques sociales per le XXIe siècle (2001)
- Le système des trois piliers a-t-il un avenir ? (2001)
- Dictionnaire suisse de politique sociale (2002)
- L'avenir (2003)
- Les relations entre les générations. Petit glossaire (2004)
- Entre science et action, La démographie au service de la cité (2004)
- Le furet, répertoire internet de la politique et de l’action sociales en Suisse (2005)
- Solidarités entre les générations (2010)
- Les retraites. Des projets de vie (2011)
- Dictionnaire des âges et des générations (2012)
- Retraites actives et solidaires en Valais. Aktive und solidarische Rentner im Wallis (2013)
- Une politique des âges et des générations (2013)